# 札幌南インターチェンジ
札幌南インターチェンジ（さっぽろみなみインターチェンジ）は、北海道札幌市厚別区、清田区にある道央自動車道のインターチェンジである。札幌南本線料金所を併設している。

## 概要
道央自動車道札幌本線料金所または札樽自動車道札幌西本線料金所までは均一料金区間になっている。苫小牧・千歳方面から走行してきた場合、札幌JCT方面に向かう車両は、本線料金所で札幌南ICまでの料金と均一区間（札幌南IC⇔札幌西IC）の料金をまとめて支払う。道央道（旭川方面）や札樽道（小樽方面）から走行してきた場合はすでに均一区間料金を支払っているので、通行券授受またはETC流入情報入力のみ行う。

## 歴史
- 1979年（昭和54年）10月29日：北広島IC - 当IC間が開通。当初は、苫小牧・千歳方面出入口のみのハーフICであった。
- 1985年（昭和60年）10月25日：札幌IC - 当IC間が開通。IC番号は大谷地ICと同じ 「2」。
- 1999年（平成11年）11月12日：上り線（苫小牧・千歳方向）の出口を設置。IC番号が「2-1」となる。
- 2001年（平成13年）9月10日：下り線（旭川・小樽方向）の入口が設置され、フルICとなる。
- 2018年（平成30年）12月：IC番号を「2-1」から「29」に変更[注 1]。

## 周辺

### 上り線（苫小牧・千歳方面）出口周辺
- 札幌厚別公園競技場
- 平岡公園
- イオンモール札幌平岡
- ライブヒルズ

### 下り線（旭川・小樽方面）出口周辺
- 札幌厚別公園競技場
- 東日本高速道路北海道支社
  - 北海道警察本部交通部高速道路交通警察隊[5]
- 大谷地病院
- 大谷地駅（札幌市営地下鉄・東西線）
- 大谷地バスターミナル

## 接続する道路
- 直接接続
  - 札幌新道（ICとの接続部は国道274号ではなく市道）

- 間接接続
  - 国道274号
  - 国道12号
  - 北海道道3号札幌夕張線（南郷通・平和通）
  - 北海道道341号真駒内御料札幌線（厚別滝野公園通）
  - 北海道道1138号厚別平岡線（厚別中央通）

## 料金所
- ブース数：26

### 札幌南IC料金所
- ブース数：11

上り線 入口（苫小牧・千歳方面）
- ブース数：3
  - ETC専用：2
  - 一般：1

下り線 入口（旭川・小樽方面）
- ブース数：3
  - ETC専用：2
  - 一般：1

下り線 出口（札幌新道方面）
- ブース数：5
  - ETC専用：2
  - 一般：3

### 札幌南本線料金所

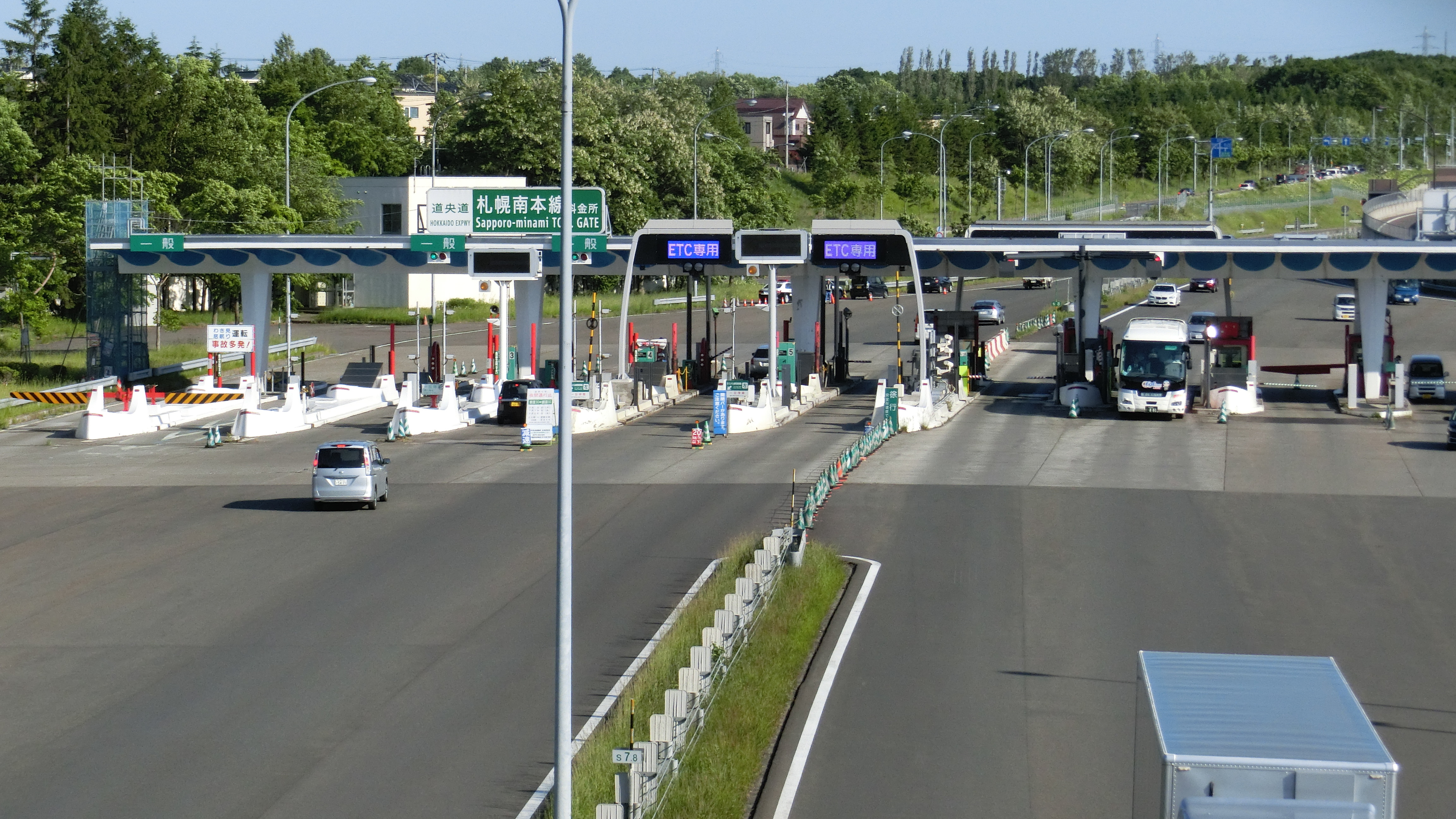
札幌南本線料金所（札幌IC側から撮影）

- ブース数：15

上り線（苫小牧・千歳方面）
- ブース数：6
  - ETC専用：2
  - 一般：3
  - 閉鎖中：1

下り線（旭川・小樽方面）
- ブース数：9
  - ETC専用：3
  - 一般：5
  - 閉鎖中：1

## 隣
E5 道央自動車道
(28)北広島IC - (29)札幌南IC/TB - (30)大谷地IC